# Cottam (Nottinghamshire)
Cottam – wieś w Anglii, w hrabstwie Nottinghamshire. Leży 47 km na północny wschód od miasta Nottingham i 205 km na północ od Londynu.